# Station Wies-Eibiswald
Station Wies-Eibiswald is een spoorwegstation in de gemeente Wies in de Oostenrijkse deelstaat Stiermarken.